# Anna Puglisi
Ne doit pas être confondu avec Anna B. Puglisi.
Anna Puglisi, née en 1939 à Palerme (Sicile), est une militante antimafia italienne issue de la société civile.
Elle est la co-fondatrice du centre de documentation Giuseppe Impastato. Ses publications s'intéressent en particulier aux rapports entre les femmes et la mafia.

## Biographie

### Études, mariage et engagement
Anna Puglisi naît à Palerme en 1939, dans une famille bourgeoise : son père est avocat et sa mère est fille de commerçant. Après avoir obtenu un diplôme en mathématique et en physique, elle devient assistante puis professeure d'enseignement mathématique en biologie à l'université. Elle s'engage politiquement en 1971 notamment dans les groupe de la Nuova Sinistra. Elle participe à la rédaction du journal Il manifesto, géré par une frange dissidente du Parti communiste italien qu'elle quitte à la fin des années 1970. Au cours de son parcours militant, elle s'implique dans le soutien aux familles du centre historique de Palerme, déplacées à la suite du tremblement de terre de 1968 dans le quartier périphérique et populaire ZEN de Palerme.
En 1972, elle se marie avec le sociologue et historien Umberto Santino, rencontré alors qu'il dirige Il manifesto. Le couple s'éloigne ensuite du parti et poursuit son engagement et sa lutte contre la mafia de manière indépendante en fondant un centre de documentation sicilien sur la mafia qui devient par la suite le centre Giuseppe Impastato.
Dans les années 1980, elle rejoint l'Association des femmes siciliennes pour la lutte contre la mafia au sein de laquelle elle s'implique autant dans sa direction que dans ses actions de terrain.

### Centre de documentation sicilien «Giuseppe Impastato»

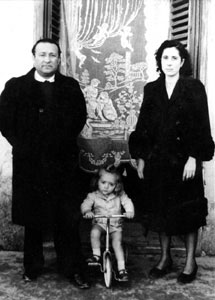
Peppino Impastato enfant et sa mère Felicia Impastato à droite.

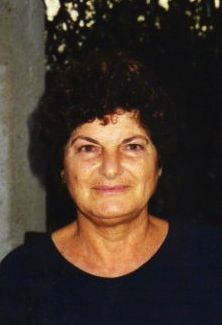
Michela Buscemi

Le centre Giuseppe Impastato est le premier centre d'études italien consacré spécifiquement à la mafia,,. Il est fondé en 1977 par Anna Puglisi et Umberto Santino. Après quelques années, le centre est hébergé au domicile du couple où une aile de l'habitation lui est consacrée. Il est considéré comme un important centre d'archives mais aussi d'études et de publications. L'objectif initial est de « développer la connaissance du phénomène mafieux et d'autres phénomènes similaires, au niveau national et international ». Pour cela, le centre poursuit l'objectif de récolter, conserver et diffuser la documentation à caractère politique, économique, historique et sociologique, de favoriser les études et publications relatives à la mafia. Il promeut également des initiatives culturelles (colloques, conférences, débat, projections, expositions...). En 1981, le centre se dote d'une bibliothèque publique spécialisée où sont rassemblés près de 8000 ouvrages relatifs, pour la plupart, à la mafia et aux autres organisations criminelles. Il se démarque par son indépendance totale, notamment des tutelles politiques locales. Il ne reçoit aucun financement de ces dernières afin de préserver son autonomie.

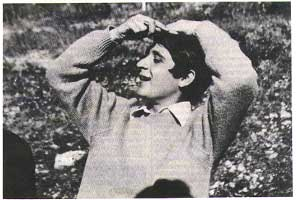
Peppino Impastato dans les années 1960.

En 1978, le centre prend le nom de Giuseppe Impastato en hommage au journaliste et militant assassiné par la mafia à Cinisi au cours de la même année. La mort de Peppino Impastato a été  « un événement décisif dans notre vie et dans la vie du centre » affirme Umberto Santino. Le centre joue en effet un rôle important dans la réouverture de l'enquête autour de la mort de Giuseppe Impastato,, dont l'assassinat est initialement maquillé en suicide et acte terroriste.
En 2019, le centre est reconnu comme personne juridique par la préfecture de Palerme.
Au-delà du fait de rassembler et de mettre à disposition une documentation dense sur la mafia, le centre propose également un soutien et une aide matérielle concrète aux victimes et aux parties civiles s'engageant dans les procès contre la mafia. Anna Puglisi souligne l'importance d'impliquer la société civile dans la lutte contre la mafia. Pour cela, elle a multiplié, tout au long de sa vie militante, les interventions dans les écoles et sur le territoire. Elle a également participé à de nombreuses manifestations et événements, elle est également présente lors des procès afin d'apporter son soutien aux victimes et aux personnes témoignant contre la mafia. L'association des femmes siciliennes pour la lutte contre la mafia, à laquelle elle appartient, s'est constituée partie civile dans plusieurs maxi-procès.

### Travaux et publications sur les femmes et la mafia
Le travail de recherches et les publications de Anna Puglisi s'intéressent à la place des femmes dans le contexte mafieux,,. Elle est notamment l'autrice, avec Antonia Cascio, de l'une des premières études relatives aux rapports entre femmes et mafia.
Dans les années 1980, le centre Giuseppe Impastato initie un projet de recherche intitulé Mafia e società (« Mafia et société »), Anna Puglisi se charge de la partie du projet Donne e mafia (« Femmes et mafia »), consacrée aux rapports des femmes avec les systèmes mafieux. La sociologue Renate Siebert considère cette recherche, toujours en cours, comme « une sorte d'observatoire sur toutes les questions concernant les femmes dans ce contexte ». En collaboration avec l'association des femmes siciliennes contre la mafia, le centre publie les premiers résultats de ces recherches dans le dossier Con e Contro (« Pour et contre »),.

#### Storie di vita(«Histoires de vie»)
Une partie importante du travail d'Anna Puglisi consiste à récolter les histoires personnelles et les interviews de femmes impliquées dans le mouvement antimafia, en particulier sicilien. La démarche du centre ne se limite pas à revenir l'élément déclencheur ayant conduit ces femmes s'engager dans la lutte contre la mafia, mais propose une réflexion plus large qui englobe l’entièreté de la vie des interviewées et le contexte dans lequel elles ont vécu : « une histoire de vie, c'est aussi une histoire de la famille, de l'environnement (contexte) et de l'époque au cours de laquelle elle a été vécue ».
Anna Puglisi mentionne dans ses publications et interventions publiques, la méthodologie employée pour mener ses recherches. Elle évoque la nécessaire proximité et le long travail de mise en confiance des femmes interviewées. Elle souligne également l'importance de mettre de côté son idéologie et sa sensibilité. Elle mentionne également les difficultés de traduction du discours oral, les entretiens se déroulant souvent en sicilien, le soucis de préserver l'authenticité des témoignages tout en tenant compte de leur nécessaire adaptation pour toucher un public large. Une des premières à collaborer avec le centre en ce sens fut Felicia Bartolotta Impastato.
La rencontre avec Felicia Bartolotta, mère de Giuseppe Impastato
Anna Puglisi et Umberto Santino rencontrent Felicia Bartolotta Impastato, le jour des funérailles de son fils. Ils s'impliquent au côté des proches de Peppino Impastato en déposant des plaintes, en publiant des dossiers mais aussi en récoltant la documentation nécessaire afin de permettre la réouverture de l'enquête sur la mort du journaliste. En 2001, après 20 ans de démarches et de mobilisation, Vitale Palazzolo est condamné à 30 de prison et Gaetano Badalamenti à la perpétuité (2002) pour l'assassinat du militant et journaliste. L'histoire de Felicia Impastato est récoltée au cours de la recherche Donne e mafia initiée par le centre, elle est ensuite publiée sous la forme d'un livre : la mafia in casa mia (la mafia dans ma maison) en 1986.

#### Sole contro la mafia(«Seules contre la mafia»)
Anna Puglisi et Umberto Santino rencontrent Michela Buscemi et Pietra Lo Verso à la fin des années 1980. Ces dernières, tout comme Vita Rugnetta, sont issues du milieu populaire palermitain, elles se constituent partie civile lors du maxi-procès de Palerme de 1985 contre les assassins supposés de leurs proches. Elles se retrouvent alors en rupture avec leur entourage du fait de leur opposition à la culture mafieuse. Un an après l'ouverture du procès, le comité ayant récolté les fonds pour payer les frais de justice des parties civiles décident de réserver ces derniers aux proches des serviteurs de l'État. Michela Buscemi, Vita Rugnetta et Pietra Lo Verso sont alors exclues du dispositif, elles sont alors prises en charge par l'association des femmes contre la mafia et le centre Giuseppe Impastato. Anna Puglisi et Umberto Santino publient en 1990 un livre issu de leurs échanges avec Michela Buscemi et Pietra Lo Verso intitulé Sole contro la Mafia. Dans l'introduction, Umberto Santino dénonce la décision prise par le comité d'exclure ces femmes de l'aide aux parties civiles : Il loro comportamento dovrebbe essere considerato un fatto importante, un esempio prezioso da incoraggiare, in modo che tanti che non lo hanno fatto possano sentirsi stimolati a farlo nelle prossime occasioni. Invece vengono isolate e respinte [...] (« leur comportement devrait être considéré comme un fait important, un exemple précieux à encourager, afin que tant de ceux qui ne l'ont pas fait puissent se sentir stimuler à le faire à la prochaine occasion. Au lieu de cela, elles sont isolées et rejetées [...] »),.
D'autres histoires de vie ont été récoltées au fil des années comme celles de Giovanna Terranova, veuve de magistrat et présidente de l'association des femmes contre la mafia, de Antonietta Renda ou encore de Camilla Giaccone.

### No Mafia Memorial

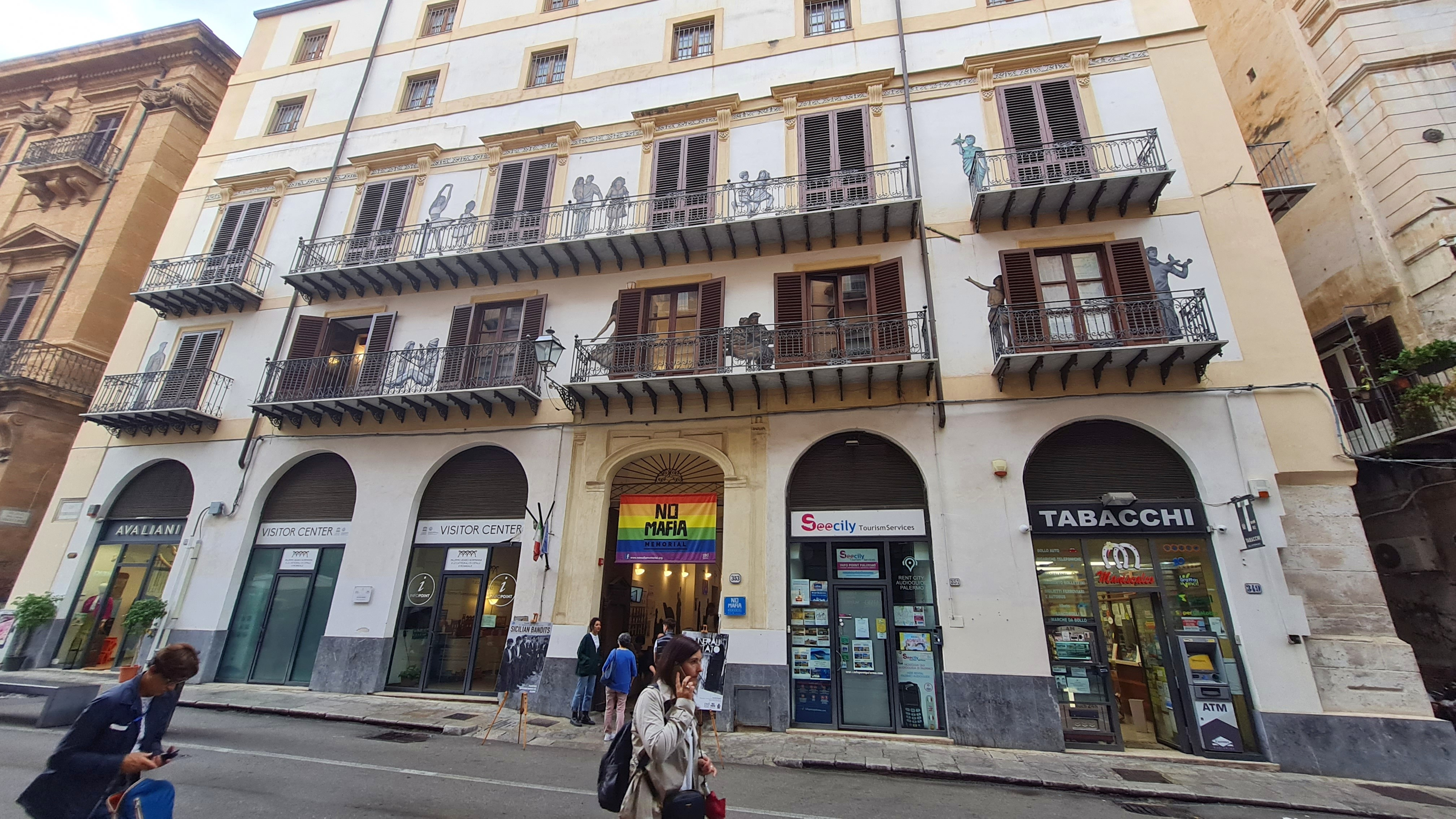
Le musée No Mafia Memorial à Palerme.

En 2019, le centre Giuseppe Impastato en collaboration avec la mairie de Palerme inaugure le No Mafia Memorial, un musée dédié à la mémoire de la lutte contre la mafia,. Anna Puglisi et Umberto Santino se sont impliqués dans ce projet dès sa genèse. Le musée est composé d'un espace d'exposition à vocation muséale, d'un espace d'étude avec une bibliothèque, une médiathèque et des archives consultables sur place. Le musée dispose également d'un espace pédagogique afin d'accueillir les scolaires. Une partie importante du projet est orientée vers la Jeunesse.

## Analyses

### Place des femmes dans la mafia et le mouvement antimafia
Depuis les années 1980, les publications et interventions de Anna Puglisi ont mis en lumière la présence active des femmes dans le système mafieux mais aussi dans le mouvement antimafia. Anna Puglisi explique ainsi que les femmes ne se sont pas contentées de bénéficier des activités illicites et criminelles d'hommes mafieux mais ont été actives dans l'organisation criminelle, en témoigne la présence de femmes sur le banc des accusés dans plusieurs affaires criminelles dès 1927-1928. La recherche « Donne e mafia » qu'elle initie dans les années 1980 « vise à analyser le rôle des femmes dans l'organisation et dans les activités mafieuses et dans la lutte contre la mafia [...], elle prévoit l'analyse de la littérature, la collecte de documentation (actes judiciaires et presse) et des histoires de vie [...] »,.
Anna Puglisi met également en avant le fait que la présence des femmes dans le mouvement antimafia a été souvent oubliée, alors que les femmes sont actives dans les luttes des fasci siciliens dès la fin du XIXe siècle,. Elle souligne également la place grandissante des femmes dans les associations, les mouvements de contestation antimafia qui se sont amplifiés au cours des années 1980-1990. L'objectif de son travail de recherche, de collecte de témoignages et de publications visent à mettre en lumière la contribution des femmes à la mobilisation antimafia.

### Limites du mouvement antimafia
Tout au long de leur engagement au sein du mouvement antimafia, Anna Puglisi et Umberto Santino ont participé à sa théorisation en menant notamment une réflexion sur ses missions et ses limites. Anna Puglisi évoque ainsi la nécessité d'aller au-delà d'un mouvement de solidarité envers les victimes de la mafia et de créer un véritable mouvement populaire. Elle insiste sur l'importance de se tenir aux côtés des femmes qui ont dénoncé des actes mafieux, quelle que soit leur origine familiale et sociale. L'objectif serait de pallier l'extrême solitude autant sociale qu'économique dans laquelle se trouve ces femmes et la population après avoir rompu les liens avec la culture mafieuse, et ce afin d'éviter des drames comme le suicide de Rita Atria. Elle donne comme exemple des initiatives comme l'espace Donne mis en place par le centre social San Saverio all'Albergheria.
Anna Puglisi et Umberto Santino sont relativement critiques envers ce qu'ils nomment l'« antimafia-bene », une frange de l'antimafia officielle se positionnant dans le débat public comme « il partito degli onesti » (le parti des gens honnêtes) et qui a eu tendance à privilégier dans ses actions les proches des serviteurs de l'État assassinés par la Mafia, tout excluant des dispositifs d'aide des personnes provenant de milieu plus populaire et parfois mafieux. L’événement le plus fréquemment évoqué pour illustrer cette critique de l'antimafia-bene est l'isolement et l'exclusion des aides au paiement des frais de justice de Michela Buscemi et Vita Rugnetta, lors du premier maxi-procès de Palerme.
Les fondateurs du centre Giuseppe Impastato militent pour leur part pour un mouvement antimafia dit populaire, une stratégie plus globale impliquant les couches les plus populaires de la société condition, selon eux, sine qua non à la survie et à l'efficacité réelle du mouvement antimafia.

## Distinctions

### Décorations
L'engagement de Anna Puglisi pour la lutte contre la mafia et la valorisation des femmes est reconnu par la république italienne. Le 8 mars 2008, elle est décorée du titre de Commandeur de l'Ordre du Mérite de la République italienne, pour les raisons suivantes : Con i suoi studi e la sua attività di raccolta di testimonianze di vita, svolta soprattutto attraverso il Centro siciliano di documentazione, intitolato a Giuseppe Impastato, ha valorizzato il contributo delle donne nella mobilitazione antimafia (« Grâce à ses études et son activité de collecte de témoignages de vie, menées principalement par l'intermédiaire du centre de documentation sicilien, portant le nom de Giuseppe Impastato, elle a mis en valeur la contribution des femmes à la mobilisation contre la mafia »).
- Commandeure de l'ordre du Mérite de la République italienne‎ (2008).

## Publications
- (it) La memoria e il progetto. Dal Centro Impastato al No Mafia Memorial, Trapani, Di Girolamo, 2020, 256 p. (ISBN 978-8887778953)
- (it) Storie di donne : Antonietta Renda, Giovanna Terranova, Camilla Giaccone raccontano la loro vita, Trapani, Di Girolamo, 2024, 192 p. (ISBN 978-8-894-98427-9)
- (it) Donne, Mafia e antimafia, Trapani, Di Girolamo, 2024 (1re éd. 2005), 211 p. (ISBN 978-88-87778-84-7)

#### Articles
- (it) Alessandra Dino, « antimafia e movimenti delle donne. Protagoniste, culture e linguaggi », Rivista di Studi e di Ricerche sulla criminalità organizzata, vol. 2, no 3,‎ 2016, p. 19-20 (lire en ligne).

#### Ouvrages
- (it) Renate Siebert, Le Donne, la mafia, Milan, Il Saggiatore, coll. « Cultura. Discussioni », 1994, 463 p. (ISBN 978-88-428-0165-8)
- (it) Umberto Santino et Anna Puglisi, Mafia et antimafia. Hier et aujourd'hui, Palerme, Arti Grafiche Palermitane, 2019, 84 p. (ISBN 978-8897559481)
- (it) Felicia Bartolotta Impastato, Anne Puglisi et Umberto Santino, La Mafia in casa mia, Trapani, Di Girolamo, 2021, 160 p. (ISBN 978-8897050858)
- (it) Felicia Vitale Impastato, Da Felicia a Felicia : In ricordo di Peppino Impastato, Palerme, Navarra Editore, 2024 (ISBN 979-12-81655-21-8)

### Sitographie
- (it) « Centro Siciliano di Documentazione "Giuseppe Impastato" - Onlus », sur Centro Siciliano di Documentazione "Giuseppe Impastato" - Onlus (consulté le 20 avril 2025)